# Американская зона оккупации Германии
Американская зона оккупации Германии (нем. Amerikanische Besatzungszone, англ. American occupation zone) — территории Германии, находившиеся по окончании Второй мировой войны в Европе под управлением американской военной администрации.

## Предыстория
Потсдамская конференция и подписанный на ней договор «Политических и экономических принципов, которыми необходимо руководствоваться при обращении с Германией в начальный контрольный период» поставили точку в вопросе ближайшего будущего послевоенной Германии. Политические принципы сводились к демократизации и денацификации, а экономические к демонополизации и демилитаризации.
Контрольный механизм управления был создан в июне 1945 года. В его структуру вошёл Контрольный совет по Германии, состоящий из четырёх главнокомандующих стран-победительниц. В его обязанности входили: согласование действий главнокомандующих в своих зонах оккупаций, совместные решения по военным, экономическим и политическим вопросам, контроль над центральной немецкой администрацией. Из заместителей главнокомандующих был сформирован Комитет координаций, на который ложилась вся административная работа.
В первые месяцы после войны перед американской военной администрацией в Германии (Office of Military Government for Germany, Amt der Militärregierung für Deutschland, OMGUS, АВАГ) стояли острейшие проблемы. Разрушения, голод, опасность распространения эпидемий и начала массовых беспорядков требовали срочных мер решения.

## Территории
В состав американской оккупационной зоны вошли Бавария, Гессен, северные части Бадена и Вюртемберга, Бремен. Она охватывала территорию в 110 075 км², с населением в 16 682 573 человек. Прежние территориальные границы субъектов, существовавшие при Рейхе, рушились, и лишь земли Баварии сохранили статус-кво.

## Политика США в зоне оккупации

### Денацификация
Оккупация территории Германии имела не только политические, экономические и военные цели. Был взят курс на духовное возрождение немецкого народа. В начальный послевоенный период немногие немцы воспринимали сложившуюся ситуацию как «освобождение». Многие люди видели в поражении в войне, в крушении государственного аппарата, на протяжении немалого времени контролировавшего многие аспекты жизни граждан, в огромных человеческих потерях национальную катастрофу. Во многих семьях оплакивали погибших родственников. Личное горе мешало немцам трезво смотреть на преступления прежнего режима и осознать вину. Часть людей продолжала верить в величие уже умершего фюрера и идеи национал-социализма.
С момента занятия в 1944 году американскими войсками первых населённых пунктов до весны 1946 года политику денацификации осуществляли военные подразделения, действовавшие на основании нескольких директив, которые не содержали точного плана действий и не давали чёткого определения критериев людей, так или иначе связанных с нацистским режимом.
Введённый в действие немецкими органами самоуправления 5 марта 1946 года закон № 104 «Об освобождении от национал-социализма и милитаризма» обязывал каждого немца, достигшего 18 лет, заполнить специальную анкету из 133 вопросов. Данный опрос преследовал цель получения информации о каждом немце для определения степени его виновности и причастности к нацизму. Всего анкетирование в американской зоне прошло 13 миллионов человек. Также было создано 545 трибуналов, определяющих в соответствии с виной меру наказания. В силу того, что трибуналы не справлялись с работой из-за большого числа обвиняемых, военная администрация объявила амнистию для лиц, рождённых после 1 января 1919 года, нетрудноспособных и малообеспеченных лиц.
В итоге, из 13 миллионов зарегистрированных лишь 613 тысяч человек были признаны в той или иной степени виновными в причастности к преступлениям нацизма и соответственно вине наказаны. Главными преступниками было признано 1600 человек.
Серьёзным шагом в изменении общественной жизни стал закон № 8 американской военной администрации, вступивший в силу 26 сентября 1945 года и заключавший в себе меры по денацификации экономики. Согласно содержанию закона, любая деятельность членов нацистской партии или её дочерних организаций в каких-либо коммерческих предприятиях, кроме как на должности обычного работника, запрещалась.

### Управление
Американская оккупационная зона была разделена на три федеральные земли с немецкими земельными управлениями — Грос-Гессен, Вюртемберг-Баден и Бавария. Представители трёх земель формировали Совет земель (Länderrat) и Парламентский совет (Parlamentarischer Rat). Территория Бремена до октября 1946 года управлялась по британским директивам и лишь в марте 1947 года полностью перешла в американское управление с придачей статуса федеральной земли. Вместе с этим при главнокомандующем американскими оккупационными войсками в Германии был создан специальный штаб во главе с заместителем главнокомандующего по гражданским делам генерал-лейтенантом Л. Клеем.
Власти США полагали, что лучшим способом организации государственной власти в Германии являлось создание федералистских немецких земель и центрального правительства с прозрачно определёнными ограниченными полномочиями. При заполнении органов административного управления охотно использовались люди, которые боролись против нацизма, однако среди управляющих было и немало нацистских функционеров, которых брали на работу в силу их способностей и опыта.
Осенью 1945 года оккупационные власти составили список крупных промышленников и банкиров, причастных к военным преступлениям. Список, содержащий 1800 человек, к моменту публикации был сокращён уже до 42. Проводились судебные процессы над руководителями крупных немецких промышленных фирм «ИГ Фарбенииндустри», концернов Круппа и Флика.

### Культура
Соединённые Штаты выдвинули тезис о «коллективной вине» немецкой нации за преступления нацистов, согласно которому немцы не могут самостоятельно искоренить наследие гитлеризма. Был разработан план «перевоспитания» немецкого народа с помощью культуры, который должен был привести к тотальным демократическим изменениям в жизни людей.
После войны в Германии наблюдался «культурный голод». Пытаясь удовлетворить его, американские власти осуществляли «культурный экспорт» через прессу, кинотеатры, радио и тому подобное. Особой популярностью, особенно среди молодёжи, пользовались Американские Информационные центры («Америка-хаус»), которые знакомили посетителей с американской культурой, историей и традициями. Каждый центр имел обширное количество книг по самым разным темам, всевозможные иллюстрированные журналы, сотни фотографий и десятки киноплёнок образовательного содержания. В центрах проводились собрания и пресс-конференции, где служащие военной администрации читали лекции по культуре, политике, международным делам. Организовывались курсы изучения английского языка. Постепенно центры стали оазисами культурной деятельности.
Вместе с этим в процессе денацификации около 600 деятелей культуры были отстранены от работы. Все литературные произведения, имеющие нацистское, милитаристское, расистское содержание, изымались из библиотек. Большой проблемой стало восстановление деятельности школ. Так, в Баварии в 1946 году на одного учителя приходилось 65 учеников. Ситуация усугублялась денацификацией учительского состава, в ходе которого 50 % учителей лишились работы. В самих школах чрезвычайно не хватало мела и тетрадей, парт и досок, учебников, особенно по литературе, истории, географии. Нацистские учебники, выходившие миллионами экземпляров, изымались, а в школы поставлялись переиздания учебников периода Веймарской республики или создавались новые. Но работа в школах началась ещё осенью 1945 года и все трудности были преодолены.

## Комментарии
1. ↑  Не считая переданного во французскую зону оккупации района Линдау.
2. ↑  Но при условии, что люди из данных категорий не были признаны главными преступниками или преступниками.
3. ↑  В некоторых районах оккупационной зоны эта цифра доходила до 80—85 %.
4. ↑  Военный губернатор Л. Клей отмечал: «Учебники были настолько пропитаны нацистской идеологией, что даже задачи по математике были выражены в военных терминах. Немецкая молодёжь училась складывать и вычитать оружие и пули, а не яблоки и апельсины»